# Broken Bracelet
Broken Bracelet fue el primer álbum que Michelle Branch editó de mano de la discográfica independiente Twin Dragon Records en el año 2000. La historia de este álbum es extraña y esotérica. Cuando Michelle asistió a un concierto de Lisa Loebb con 16 años, su colaborador Steve Poltz le regaló un brazalete que le había dado su novia y le dijo: cuando esta pulsera se rompa te harás famosa.
Y así fue, la pulsera se rompió y Michelle puso a la venta su primer álbum Broken Bracelet con el que vendió 1.9 millones de copias en los Estados Unidos.
De este álbum se extrajeron 4 canciones que fueron incluidas en su álbum The Spirit Room, entre ellas el sencillo «Goodbye to you».

## Lista de canciones
1. «If Only She Knew» – 4:18
2. «Sweet Misery» – 3:45
3. «Washing Machine» (Michelle Branch & Jenifer Hagio)– 2:54
4. «I'd Rather Be in Love» – 3:57
5. «Paper Pieces» (Words by Michelle Branch, Music by Michelle Branch & Will Golden)– 3:34
6. «Stewart's Coat» (Rickie Lee Jones)– 3:25
7. «I'll Always Be Right There» (Michelle Branch & Jenifer Hagio)– 3:04
8. «Goodbye to You» – 3:50
9. «Second Chances» – 3:49
10. «Leap of Faith» – 4:09
11. «Sweet Misery» (acoustic) – 3:10

## Cronología de sus trabajos
Anteriores
- Ninguno

Posteriores
- 2001 - The Spirit Room
- 2003 - Hotel Paper
- 2006 - Stand Still, Look Pretty (con Jessica Harp como The Wreckers)
- 2006 - Way Back Home: Live at New York City (con Jessica Harp como The Wreckers)
- 2009 - Everything Comes and Goes EP
- 2011 - West Coast Time - Cancelado

- Datos: Q8252413